# Eden Valley (Minnesota)
Eden Valley es una ciudad ubicada en el condado de Meeker en el estado estadounidense de Minnesota. En el Censo de 2010 tenía una población de 1.042 habitantes y una densidad poblacional de 330,04 personas por km².

## Geografía
Eden Valley se encuentra ubicada en las coordenadas 45°19′36″N 94°32′45″O / 45.32667, -94.54583. Según la Oficina del Censo de los Estados Unidos, Eden Valley tiene una superficie total de 3.16 km², de la cual 3.15 km² corresponden a tierra firme y (0.33%) 0.01 km² es agua.

## Demografía
Según el censo de 2010, había 1042 personas residiendo en Eden Valley. La densidad de población era de 330,04 hab./km². De los 1042 habitantes, Eden Valley estaba compuesto por el 96.16% blancos, el 0.38% eran afroamericanos, el 0.58% eran amerindios, el 0.1% eran asiáticos, el 0% eran isleños del Pacífico, el 0.58% eran de otras razas y el 2.21% pertenecían a dos o más razas. Del total de la población el 3.17% eran hispanos o latinos de cualquier raza.